# Turkiet i olympiska vinterspelen 2010
Turkiet deltog med fem deltagare vid de olympiska vinterspelen 2010 i Vancouver. Ingen av landets deltagare erövrade någon medalj.